# 2 samurai per 100 geishe
2 samurai per 100 geishe è un film del 1962 diretto da Giorgio Simonelli.
Film commedia italiano con protagonisti Franco Franchi e Ciccio Ingrassia.

## Trama
Due cugini ricevono una grossa eredità, ma per andarla a prendere devono fare un viaggio per il lontano Giappone. Arrivati,  Franco e Ciccio capiscono che farebbero bene ad adeguarsi alle usanze locali, quindi il viaggio si trasformerà in una serie di equivoci e situazioni divertenti, visto che  i due cugini siciliani, per riscuotere la somma, dovranno andare a scuola di kendo e trasformarsi in due veri e propri samurai.